# ライブネーションジャパン
ライブネーション・ジャパン合同会社（Live Nation Japan G.K.）は、全世界40か国以上に拠点を持ち、年間4万件以上のコンサートと100以上のフェスティバルを主催する、世界最大のライブ・エンターテイメント企業ライブネーション・エンタテイメントの日本支社である。
ライブネーション・エンタテイメントは、ビルボード社による2023年度世界のコンサート・プロモーターランキングにおいて、年間チケット売上高約59億ドル、総動員数5340万人で世界一となっている。

## 概要
ライブネーション・ジャパン合同会社は、クリエイティブマン・プロダクションとの合弁会社として2012年に設立され、同年5月にさいたまスーパーアリーナで開催されたレディー・ガガのThe Born This Way Ball開催を契機に日本での活動を本格的に開始した。
2014年、ライブネーション・エンタテイメントがクリエイティブマン・プロダクションから少数持分を追加取得し、ライブネーション・ジャパン合同会社を完全子会社化した。

## 活動内容
ライブネーション・ジャパンは、U2やレディー・ガガをはじめとしたライブネーション所属アーティストの大規模コンサートから、アリーナやライブハウスで開催される中・小規模の公演までジャンルや規模を問わず幅広いアーティストの来日公演を開催している。
また、2019年には、イギリスで毎年開催される世界最大級のロックフェスティバル「ダウンロード・フェスティバル」の日本版「ダウンロード・ジャパン」を開催するなど、音楽フェスティバル事業も手掛けている。　
近年ライブネーション・ジャパンが手掛けた主要なスタジアム・アリーナ公演は以下の通り。
- Coldplay - Music of The Spheres World Tour（東京ドーム・2023年）
- Red Hot Chili Peppers 来日公演（東京ドーム／大阪城ホール・2023年）
- Lady Gaga - The Chromatica Ball （ベルーナドーム・2022年）
- Harry Styles 来日公演（有明アリーナ・2023年）
- Sting 来日公演 （有明アリーナ他・2023年）
- Backstreet Boys 来日公演 （有明アリーナ・2023年）
- Billie Eilish 来日公演（有明アリーナ・2022年）
- U2 – The Joshua Tree Tour （さいたまスーパーアリーナ・2019年）
- Taylor Swift – Reputation Tour （東京ドーム・2018年）
- Coldplay – A Head Full of Dreams Tour （東京ドーム・2017年）

ライブネーション・ジャパンは、2020年より配信ライブ事業をスタート。ライブネーション・エンタテイメントの子会社である米国の有料チケット制ライブ配信サービス「Veeps」（ビープス）を通じて、日本のアーティストのライブの世界配信を手掛けている。

## 会場開発・運営
ライブネーション・エンタテイメントはオランダのZiggo Domeや、アイルランドのThe O2、デンマークのRoyal Arena、ロサンゼルスのPalladium、全米各地で展開するHouse of Blues等、世界中でアリーナやコンサート会場の運営を行っている。日本においては、2019年にライブネーション・ジャパンが、電通が代表企業を務めるコンセッショングループの一員として、有明アリーナの管理采井事業を担う特別目的会社株式会社東京有明アリーナに出資し、有明アリーナの運営・誘致業務に携わっている。

## 2024年：来日公演・フェスティバル
2024年1月5日：Tom Segura (トム・セグラ)　山野ホール
2024年1月15日：Fly By Midnight (フライ・バイ・ミッドナイト)　WWW
2024年1月19日：Melanie Martinez (メラニー・マルティネス)　豊洲PIT
2024年1月24日：Brent Faiyaz (ブレント・ファイヤズ)　恵比寿ザ・ガーデンホール
2024年2月19日：KnowKnow　恵比寿ザ・ガーデンホール
2024年2月20日：Amber Liu (アンバー・リウ)　恵比寿ザ・ガーデンホール
2024年2月26日：Eric Nam (エリック・ナム)　LIQUIDROOM
2024年3月8日：Jeff Bernat (ジェフ・バーナット)　duo Music Exchange
2024年3月17日：PJ Morton (PJ・モートン)　恵比寿ザ・ガーデンホール
2024年3月20日：Rod Stewart (ロッド・スチュワート)　有明アリーナ
2024年3月24日：Wave to Earth (ウェーブ・トゥ・アース)　恵比寿ザ・ガーデンホール
2024年5月15日：Vir Das (ヴィ―ル・ダース)　山野ホール
2024年5月22日：Elijah Woods (イライジャ・ウッズ)　WWW
2024年6月4日：Nick Carter (ニック・カーター)　豊洲PIT
2024年6月6日：Nick Carter (ニック・カーター)　なんばHatch
2024年8月26日：Chris James (クリス・ジェイムス)　duo Music Exchange
2024年8月27日：Sasha Sloan (サーシャ・スローン)　WWW X
2024年8月29日：Tori Kelly (トリ―・ケリー)　WWW X
2024年9月2日：Bruno Major (ブルーノ・メジャー)　Zepp Shinjuku
2024年9月3日：Bruno Major (ブルーノ・メジャー)　梅田クラブクアトロ
2024年9月9日：Conan Gray (コナン・グレイ)　東京ガーデンシアター
2024年9月10日：Conan Gray (コナン・グレイ)　Zepp Namba
2024年9月16日：YES（イエス）昭和女子大学人見記念講堂
2024年9月18日：YES（イエス）昭和女子大学人見記念講堂
2024年9月19日：YES（イエス）昭和女子大学人見記念講堂
2024年9月21日：YES（イエス）仙台GIGS
2024年9月23日：YES（イエス）岡谷鋼機名古屋公会堂
2024年9月25日：YES（イエス）NHK大阪ホール
2024年9月24日：Anne-Marie（アン・マリー）東京ガーデンシアター
2024年9月26日：Anne-Marie（アン・マリー）Zepp Namba
2024年9月25日：LANY (レイニー)　東京ガーデンシアター
2024年9月27日：LANY (レイニー)　Zepp Namba
2024年10月29日：Tate McRae (テイト・マクレー)　豊洲PIT
2024年11月21日：JP Cooper (JPクーパー)　WWW

## 2023年：来日公演・フェスティバル
2023年1月10日：Ginger Root (ジンジャー・ルート)　梅田クラブクアトロ
2023年1月11日：Ginger Root (ジンジャー・ルート)　名古屋クラブクアトロ
2023年1月12日：Ginger Root (ジンジャー・ルート)　LIQUIDROOM
2023年1月13日：Ginger Root (ジンジャー・ルート)　WWW X
2023年1月17日：Rina Sawayama (リナ・サワヤマ)　名古屋ダイヤモンドホール
2023年1月20日：Rina Sawayama (リナ・サワヤマ)　Zepp Bayside
2023年1月23日：Rina Sawayama (リナ・サワヤマ)　東京ガーデンシアター
2023年2月6日：The Vamps (ザ・ヴァンプス)　Zepp Divercity Tokyo
2023年2月7日：The Vamps (ザ・ヴァンプス)　なんばHatch
2023年2月7日：Halestorm (ヘイルストーム)　KT Zepp
2023年2月9日：Halestorm (ヘイルストーム)　大阪BIGCAT
2023年2月10日：Russell Peters (ラッセル・ピーターズ)　山野ホール
2023年2月15日：Kehlani (ケラー二)　Zepp Divercity Tokyo
2023年2月14日：Conan Gray (コナン・グレイ)　なんばHatch
2023年2月16日：Conan Gray (コナン・グレイ)　Pacifico横浜
2023年2月14日：Backstreet Boys (バックストリート・ボーイズ)　有明アリーナ
2023年2月15日：Backstreet Boys (バックストリート・ボーイズ)　有明アリーナ
2023年2月16日：Backstreet Boys (バックストリート・ボーイズ)　有明アリーナ
2023年2月19日：Red Hot Chilli Peppers (レッド・ホット・チリ・ペッパーズ)　東京ドーム
2023年2月21日：Red Hot Chilli Peppers (レッド・ホット・チリ・ペッパーズ)　大阪城ホール
2023年3月7日：One Republic (ワン・リパブリック)　東京ガーデンシアター
2023年3月8日：Sting (スティング)　広島サンプラザホール
2023年3月9日：Sting (スティング)　大阪城ホール
2023年3月11日：Sting (スティング)　有明アリーナ
2023年3月12日：Sting (スティング)　有明アリーナ
2023年3月14日：Sting (スティング)　名古屋ガイシホール
2023年3月16日：Porter Robinson (ポーター・ロビンソン)　名古屋クラブクアトロ
2023年3月17日：Porter Robinson (ポーター・ロビンソン)　GORILLA HALL OSAKA
2023年3月18日：Porter Robinson (ポーター・ロビンソン)　豊洲PIT
2023年3月24日：Harry Styles (ハリー・スタイルズ)　有明アリーナ
2023年3月25日：Harry Styles (ハリー・スタイルズ)　有明アリーナ
2023年4月6日：Bob Dylan (ボブ・ディラン)　フェスティバルホール
2023年4月7日：Bob Dylan (ボブ・ディラン)　フェスティバルホール
2023年4月8日：Bob Dylan (ボブ・ディラン)　フェスティバルホール
2023年4月11日：Bob Dylan (ボブ・ディラン)　東京ガーデンシアター
2023年4月12日：Bob Dylan (ボブ・ディラン)　東京ガーデンシアター
2023年4月14日：Bob Dylan (ボブ・ディラン)　東京ガーデンシアター
2023年4月15日：Bob Dylan (ボブ・ディラン)　東京ガーデンシアター
2023年4月16日：Bob Dylan (ボブ・ディラン)　東京ガーデンシアター
2023年4月18日：Bob Dylan (ボブ・ディラン)　愛知県芸術劇場
2023年4月19日：Bob Dylan (ボブ・ディラン)　愛知県芸術劇場
2023年4月20日：Bob Dylan (ボブ・ディラン)　愛知県芸術劇場
2023年4月20日：New Hope Club (ニュー・ホープ・クラブ)　恵比寿ザ・ガーデンホール
2023年5月20日：LEVI'S Presents, LIL TECCA, AKLO, TANA, DJ LEAD A Rolling Loud Production Spotify O-EAST 
2023年5月23日：Paul Anka (ポール・アンカ)　TOKYO DOME CITY HALL
2023年5月23日：Ruel (ルエル)　WWW X
2023年5月30日：BowWithUke (ボーイ・ウィズ・ユーク)　LIQUIDROOM
2023年6月5日：Yerin Baek (ペク・イェリン)　恵比寿ザ・ガーデンホール
2023年6月6日：Yerin Baek (ペク・イェリン)　梅田CLUB QUATTRO
2023年6月28日：Carly Rae Jepsen (カーリー・レイ・ジェプセン)　Pacifico横浜
2023年6月30日：Carly Rae Jepsen (カーリー・レイ・ジェプセン)　センチュリーホール名古屋
2023年7月2日：Carly Rae Jepsen (カーリー・レイ・ジェプセン)　本多の森ホール（金沢）
2023年7月3日：Carly Rae Jepsen (カーリー・レイ・ジェプセン)　オリックス劇場（大阪）
2023年7月5日：Carly Rae Jepsen (カーリー・レイ・ジェプセン)　上野学園ホール（広島）
2023年7月6日：Carly Rae Jepsen (カーリー・レイ・ジェプセン)　福岡サンパレス ホテル＆ホール
2023年7月24日：Iliza（イライザ）山野ホール
2023年8月1日：Loyle Carner (ロイル・カーナー)　恵比寿ザ・ガーデンホール
2023年8月3日：Valley (ヴァリー)　恵比寿ザ・ガーデンホール
2023年8月7日：Bruno Major (ブルーノ・メジャー)　WWW X ※追加公演
2023年8月8日：Bruno Major (ブルーノ・メジャー)　WWW X
2023年9月25日：Anna Of The North (アナ・オブ・ザ・ノース)　duo Music Exchange
2023年9月27日：Post Malone (ポスト・マローン)　有明アリーナ
2023年10月10日：Against The Current (アゲインスト・ザ・カレント)　LIQUIDROOM
2023年10月17日：Charlie Puth (チャーリー・プース)　有明アリーナ
2023年10月18日：Charlie Puth (チャーリー・プース)　有明アリーナ
2023年10月19日：Masiwei（マスウェイ）恵比寿ザ・ガーデンホール
2023年11月6日：Coldplay (コールドプレイ)　東京ドーム
2023年11月7日：Coldplay (コールドプレイ)　東京ドーム
2023年11月15日：The Aces (ジ・エイシーズ)　duo Music Exchange
2023年11月16日：Johnny Orland (ジョニー・オーランド)　恵比寿ザ・ガーデンホール
2023年11月20日：P1 Harmony (P1・ハーモニー)　豊洲PIT
2023年11月22日：P1 Harmony (P1・ハーモニー)　なんばHatch
2023年11月28日：Morrissey (モリッシー)　豊洲PIT
2023年12月6日：Daniel Caesar (ダニエル・シーザー)　東京国際フォーラム Hall A

## 2022年：来日公演・フェスティバル
2022年6月23日：Nigel Ng (ナイジェル・アン)　山野ホール
2022年6月24日：Nigel Ng (ナイジェル・アン)　渋谷 Pleasure Pleasure
2022年8月14日：Download Japan 2022 (ダウンロード・ジャパン)　幕張メッセ
2022年8月26日：Billie Eilish (ビリー・アイリッシュ)　有明アリーナ
2022年9月3日：Lady Gaga（レディー・ガガ）ベルーナドーム（西武ドーム）
2022年9月4日：Lady Gaga（レディー・ガガ）ベルーナドーム（西武ドーム）
2022年9月5日：YES（イエス）Bunkamura オーチャードホール
2022年9月6日：YES（イエス）Bunkamura オーチャードホール
2022年9月8日：YES（イエス）NHK大阪ホール
2022年9月9日：YES（イエス）名古屋ビレッジホール
2022年9月12日：YES（イエス）Bunkamura オーチャードホール
2022年9月15日：Emma-Jean Thackray（エマ・ジーン・サックレイ）WWW X
2022年9月16日：Emma-Jean Thackray（エマ・ジーン・サックレイ）Billboard Live Osaka
2022年9月20日：Samm Henshaw（サム・ヘンショウ）LIQUIDROOM
2022年9月26日：Yumi Zouma（ユミ・ゾーマ）LIQUIDROOM
2022年9月26日：Yumi Zouma（ユミ・ゾーマ）LIQUIDROOM
2022年10月2日：Pink Sweats（ピンク・スウェッツ）恵比寿ザ・ガーデンホール
2022年10月13日：Anne Marie（アン・マリー）豊洲PIT
2022年10月14日：Anne Marie（アン・マリー）なんばHatch
2022年10月29日：Tonal Tokyo（トーナル・トーキョー）有明アリーナ
2022年11月6日：Moonchild（ムーンチャイルド）Billboard Live Osaka
2022年11月7日：Moonchild（ムーンチャイルド）恵比寿ザ・ガーデンホール
2022年11月9日：Moonchild（ムーンチャイルド）Billboard Live Osaka
2022年11月24日：Sarah Brightman（サラ・ブライトマン）東京国際フォーラム Hall A
2022年11月25日：Sarah Brightman（サラ・ブライトマン）東京国際フォーラム Hall A
2022年11月27日：Sarah Brightman（サラ・ブライトマン）東京ガーデンシアター
2022年11月28日：Sarah Brightman（サラ・ブライトマン）愛知芸術劇場大ホール
2022年11月30日：Sarah Brightman（サラ・ブライトマン）グランキューブ大阪
2022年12月1日：Sarah Brightman（サラ・ブライトマン）フェスティバルホール大阪
2022年11月27日：Jacob Collier（ジェイコブ・コリア―）大阪BIGCAT
2022年11月28日：Jacob Collier（ジェイコブ・コリア―）Zepp Divercity Tokyo
2022年11月28日：Alec Benjamin（アレック・ベンジャミン）WWW X
2022年11月30日：Johnny Stimson（ジョニー・スティムソン）Duo Music Exchange
2022年12月7日：Jim Jefferies（ジム・ジェフリーズ）山野ホール
2022年12月7日：Keshi（ケシ）恵比寿ザ・ガーデンホール
2022年12月8日：Keshi（ケシ）恵比寿ザ・ガーデンホール

## 2020年：来日公演・フェスティバル
2020年1月15日：Max (マックス)　LIQUIDROOM

## 2019年：来日公演・フェスティバル
2019年1月16日：Rae Sremmurd (レイ・シュリマー)　新木場スタジオコースト
2019年1月17日：Rae Sremmurd (レイ・シュリマー)　なんばHATCH
2019年2月18日：Craig David (クレイグ・デイヴィッド)　TSUTAYA O-EAST
2019年2月25日：Maroon 5 (マルーン5)　東京ドーム
2019年2月27日：Masego (マセーゴ)　代官山UNIT
2019年3月6日：Clairo（クレイロ）　WWW X
2019年3月7日：Years & Years (イヤーズ・アンド・イヤーズ)　Osaka Big Cat
2019年3月8日：Years & Years (イヤーズ・アンド・イヤーズ)　豊洲PIT
2019年3月14日：Tom Odell (トム・オデール)　渋谷Stream Hall
2019年3月21日：Download Japan 2019 (ダウンロード・ジャパン2019)　幕張メッセ
2019年3月25日：Dave Chappelle (デイヴ・シャペル)　ヒューリックホール東京
2019年3月29日：Jim Gaffigan (ジム・ガフィガン)　ニッショーホール
2019年4月10日：John Mayer (ジョン・メイヤー)　日本武道館
2019年4月11日：John Mayer (ジョン・メイヤー)　日本武道館
2019年4月18日：MO (ムー)　恵比寿ザガーデンホール　※公演キャンセル
2019年4月24日：Troye Sivan (トロイ・シヴァン)　豊洲PIT
2019年5月20日：Kacey Musgraves (ケイシー・マスグレイヴス)　LIQUIDROOM
2019年５月23日：Sunmi (ソンミ)　TSUTAYA O-EAST
2019年6月7日：Iliza Shlesinger (イライジャ・シュレシンジャー)　新宿FACE
2019年7月29日：Amine (アミーネ)　WWW X
2019年8月1日：Walking With Dinosaurs - The Live Experience（ウォーキング・ウィズ・ダイナソー）　横浜アリーナ
2019年8月2日：Walking With Dinosaurs - The Live Experience（ウォーキング・ウィズ・ダイナソー）　横浜アリーナ
2019年8月3日：Walking With Dinosaurs - The Live Experience（ウォーキング・ウィズ・ダイナソー）　横浜アリーナ
2019年8月4日：Walking With Dinosaurs - The Live Experience（ウォーキング・ウィズ・ダイナソー）　横浜アリーナ
2019年8月2日：KT Tunstall (KTタンストール)　WWW X
2019年8月3日：KT Tunstall (KTタンストール)　京都CLUB METRO
2019年8月5日：LANY (レイニー)　梅田CLUB QUATTRO
2019年8月7日：LANY (レイニー)　Zepp Divercity Tokyo
2019年9月2日：Rejjie Snow (レジ―・スノウ)　WWW X
2019年9月3日：The Japanese House (ザ・ジャパニーズ・ハウス)　LIQUIDROOM
2019年9月3日：The Japanese House (ザ・ジャパニーズ・ハウス)　梅田CLUB QUATTRO
2019年9月9日：Palaye Royale (パレイ・ロイヤル)　WWW X
2019年9月13日：Jacob Collier (ジェイコブ・コリア―)　恵比寿ザ・ガーデンホール
2019年9月13日：Like A Storm (ライク・ア・ストーム)　心斎橋SOMA
2019年9月15日：Like A Storm (ライク・ア・ストーム)　渋谷CLUB QUATTRO
2019年9月24日：Doja Cat (ドージャ・キャット)　WWW X
2019年10月3日：Miguel (ミゲル)　EX THEATER ROPPONGI
2019年10月7日：Sting (スティング)　福岡国際センター
2019年10月9日：Sting (スティング)　幕張メッセ
2019年10月10日：Sting (スティング)　幕張メッセ
2019年10月13日：Sting (スティング)　ゼビオアリーナ仙台
2019年10月15日：Sting (スティング)　大阪市中央体育館（丸善インテックアリーナ大阪）
2019年10月7日：Carly Rae Jepsen (カーリー・レイ・ジェプセン)　NHKホール
2019年10月9日：Carly Rae Jepsen (カーリー・レイ・ジェプセン)　Zepp Nagoya
2019年10月10日：Carly Rae Jepsen (カーリー・レイ・ジェプセン)　Zepp Fukuoka
2019年10月11日：Carly Rae Jepsen (カーリー・レイ・ジェプセン)　Zepp Namba
2019年10月13日：Carly Rae Jepsen (カーリー・レイ・ジェプセン)　Sendai GIGS
2019年10月12日：Backstreet Boys (バック・ストリート・ボーイズ)　さいたまスーパーアリーナ　※キャンセル
2019年10月13日：Backstreet Boys (バック・ストリート・ボーイズ)　さいたまスーパーアリーナ　※キャンセル
2019年10月16日：Backstreet Boys (バック・ストリート・ボーイズ)　大阪城ホール
2019年10月13日：Daniel Sloss (ダニエル・スロス)　Mt. Rainier Hall
2019年11月12日：New Hope Club (ニュー・ホープ・クラブ)　WWW X
2019年11月12日：Mumford & Sons (マムフォード＆サンズ)　なんばHatch
2019年11月13日：Mumford & Sons (マムフォード＆サンズ)　豊洲PIT
2019年11月19日：Kindness (カインドネス)　WWW X　※キャンセル
2019年11月26日：Mura Masa (ムラ・マサ )　なんばHatch
2019年11月27日：Mura Masa (ムラ・マサ )　Zepp Divercity Tokyo
2019年11月28日：Gus Dapperton (ガス・ダパートン)　代官山UNIT
2019年11月25日：GENERATION AXE (ジェネレーション・アックス)　Zepp Fukuoka
2019年11月26日：GENERATION AXE (ジェネレーション・アックス)　Zepp Namba
2019年11月28日：GENERATION AXE (ジェネレーション・アックス)　Zepp Nagoya
2019年11月29日：GENERATION AXE (ジェネレーション・アックス)　豊洲PIT
2019年12月2日：Halestorm (ヘイルストーム )　TSUTAYA O-EAST
2019年12月3日：Halestorm (ヘイルストーム )　梅田CLUB QUATTRO
2019年12月4日：Allie X（アリー・X）WWW X　
2019年12月4日：U2　さいたまスーパーアリーナ
2019年12月5日：U2　さいたまスーパーアリーナ

## 2018年：来日公演
2018年1月9日：Imagine Dragons（イマジン・ドラゴンズ）東京体育館
2018年1月29日：Hurts（ハーツ）マイナビBLITZ赤坂
2018年2月18日：Collabro（コラブロ）Bunkamuraオーチャードホール
2018年2月19日：Incubus（インキュバス）なんばHATCH
2018年2月20日：Incubus（インキュバス）Zepp Tokyo
2018年3月5日：Daniel Ceasar（ダニエル・シーサー）代官山UNIT
2018年4月21日：Jax Jones（ジャックス・ジョーンズ）WWW X
2018年5月1日：Gorgon City（ゴルゴン・シティ）WWW X
2018年5月8日：Dua Lipa（デュア・リパ）Zepp Tokyo
2018年6月4日：H.E.R（ハー）マイナビBLITZ赤坂　※中止
2018年6月5日：Todrick Hall（トドリック・ホール）代官山UNIT
2018年6月29日：Kaytranada（ケイトラナダ）LIQUIDROOM
2018年11月20日：Tailor Swift（テイラー・スウィフト）東京ドーム
2018年11月21日：Tailor Swift（テイラー・スウィフト）東京ドーム
2018年12月4日：Mura Masa（ムラ・マサ）Osaka BIGCAT
2018年12月5日：Mura Masa（ムラ・マサ）EX THEATER ROPPONGI
2018年12月6日：NAO（ナオ）WWW X
2018年12月10日：SABA（サバ）WWW X
2018年12月18日：The Weeknd（ザ・ウィークエンド）幕張メッセ

## 2017年：来日公演
2017年4月19日：Coldplay（コールドプレイ）東京ドーム
2017年4月3日：Generation Axe（ジェネレーション・アックス）Zepp Nagoya
2017年4月4日：Generation Axe（ジェネレーション・アックス）Zepp Namba
2017年4月6日 - 7日：Generation Axe（ジェネレーション・アックス）Zepp Tokyo
2017年8月7日：Oh Wonder（オー・ワンダー）
2017年9月25日：OneRepublic（ワンリパブリック）Zepp Tokyo
2017年10月30日：Neon Trees（ネオン・ツリーズ）duo MUSIC EXCHANGE